# Шарнхорст (город)
Шарнхорст (нем. Scharnhorst) — община в Германии, в земле Нижняя Саксония.
Входит в состав района Целле. Подчиняется управлению Эшеде. Население составляет 697 человек (на 31 декабря 2010 года). Занимает площадь 15,84 км².
| Год  | Население |
| ---- | --------- |
| 1990 | 628       |
| 1995 | 674       |
| 2000 | 713       |
| 2005 | 700       |
| 2010 | 706       |